# Пів долара (Кеннеді)
Пів долара з Кеннеді (англ. Kennedy half dollar) — розмінна монета США вартістю 50 центів, яка випускається в обіг з 1964 року й досі. Почала випускатися невдовзі після вбивства Джона Кеннеді 22 листопада 1963 року. Монета замінила в обігу номінал пів долара з Франкліном. Окрім цього, Монетним двором США випускаються і ювілейні пів долара з Кеннеді; перші монети цього типу з'явилися у 1975—1976 роках, присвячені 200-річчю незалежності США.

## Передумови
Через кілька годин після вбивства вбивства Джона Кеннеді 22 листопада 1963 року директор Монетного двору США Єва Адамс зателефонувала головному граверу Гілрою Робертсу і повідомила, що вже розглядається питання щодо зображення Джона Кеннеді на одній із крупних срібних монет: доларах, 50 центах або 25 центах (квотерах). 27 листопада Адамс знову зателефонувала Робертсу і дала дозвіл на реалізацію проєкту, повідомивши, що вдова покійного президента Жаклін Кеннеді вважає за краще, щоб він був зображений на 50 центах, замінивши колишній варіант цього номіналу із Бенджаміном Франкліном. Пані Кеннеді мотивувала своє рішення тим, що вона не хоче замінювати Джорджа Вашингтона на 25 центах.
Карбування нової монети повинно було початися в січні 1964 року, тому з метою економії часу Робертс вирішив використати вже існуючий бюст Кеннеді, створений ним для медалі з Кеннеді для президентської серії Монетного двору, внісши до нього деякі корективи, а Френк Гаспарро розпочав опрацювання реверсу, створеного ним для тієї ж медалі. Обидва проєкти Робертса і Гаспарро були схвалені пані Кеннеді. Робертс особисто зустрічався із пані Кеннеді, щоб показати їй ранні моделі дизайну; хоча дружина президента не висловила своєї думки щодо зображення, Робертс все ж вирішив внести до нього деякі зміни. Після того як Монетний двір виготовив пробні монети, Жаклін та Роберт Ф. Кеннеді були запрошені на їхній перегляд. Пані Кеннеді позитивно оцінила ескізи, але запропонувала трохи змінити зачіску. Також було запропоновано використати замість профілю повне чи половинне зображення постаті президента, але Робертс зазначив, що у зв'язку з обмеженими термінами проєкту на створення абсолютно нового дизайну не вистачало часу, а повернутий ліворуч профіль, на його думку, матиме привабливіший вигляд.
На дизайн реверсу 50 центів з Кеннеді Френка Гаспарро також вплинув досвід, отриманий ним під час розробки дизайну медалі «Подяка президента Джона. Ф. Кеннеді». 1962 року Філадельфійський монетний двір викарбував триста цих медалей, які потім вручалися президентом під час його поїздки між 23 червня та 2 липня 1963 року до Федеративної Республіки Німеччини, Західного Берліну, Ірландії, Великої Британії, Італії та Ватикану. На реверсі медалі «Подяки» зображено більшу за розміром та більш деталізовану Президентську печатку, ніж на медалі президентської серії Монетного двору (настільна медаль Бюро Монетного двору президентської серії № 135, відома як медаль «Інаугурація президента Джона Ф. Кеннеді»). Ініціали Гаспарро — «FG» — що на медалі «Подяки», що на 50 центах з Кеннеді були розташовані однаково (під правою лапою орла).
За встановленими правилами, будь-яка зміна дизайну, зроблена протягом 25 років з моменту внесення останньої, потребувала схвалення Конгресу. На початку грудня депутат Генрі Гонсалес (демократ від штату Техас) вніс законопроєкт щодо появи зображення Кеннеді на 50 центах. 10 грудня новий президент Ліндон Джонсон підтримав пропозицію про випуск 50 центів з Кеннеді, попросивши Конгрес ухвалити закон у найкоротші терміни, щоб розпочати карбування монет нового зразка на початку 1964 року. Президент Джонсон заявив, що погодитися із цим планом його спонукали листи від багатьох представників громадськості. Законопроєкт про випуск 50-центовиків з Кеннеді було ухвалено 30 грудня 1963 року. Робота над створенням штемпелів для карбування монет уже велася; використання вже готових ескізів дозволило завершити виготовлення перших штемпелів 2 січня 1964 року. Спочатку карбувалися монети лише у якості пруф. Перші 50 центів з Кеннеді, призначені для обігу, було викарбувано 30 січня 1964 року на Денверському монетному дворі, а наступного тижня — на Філадельфійському. 11 лютого 1964 року як у Філадельфії, так і в Денвері було проведено урочисту церемонію першого карбування.
|  |

|  |

## Обіг

### Початкова популярність

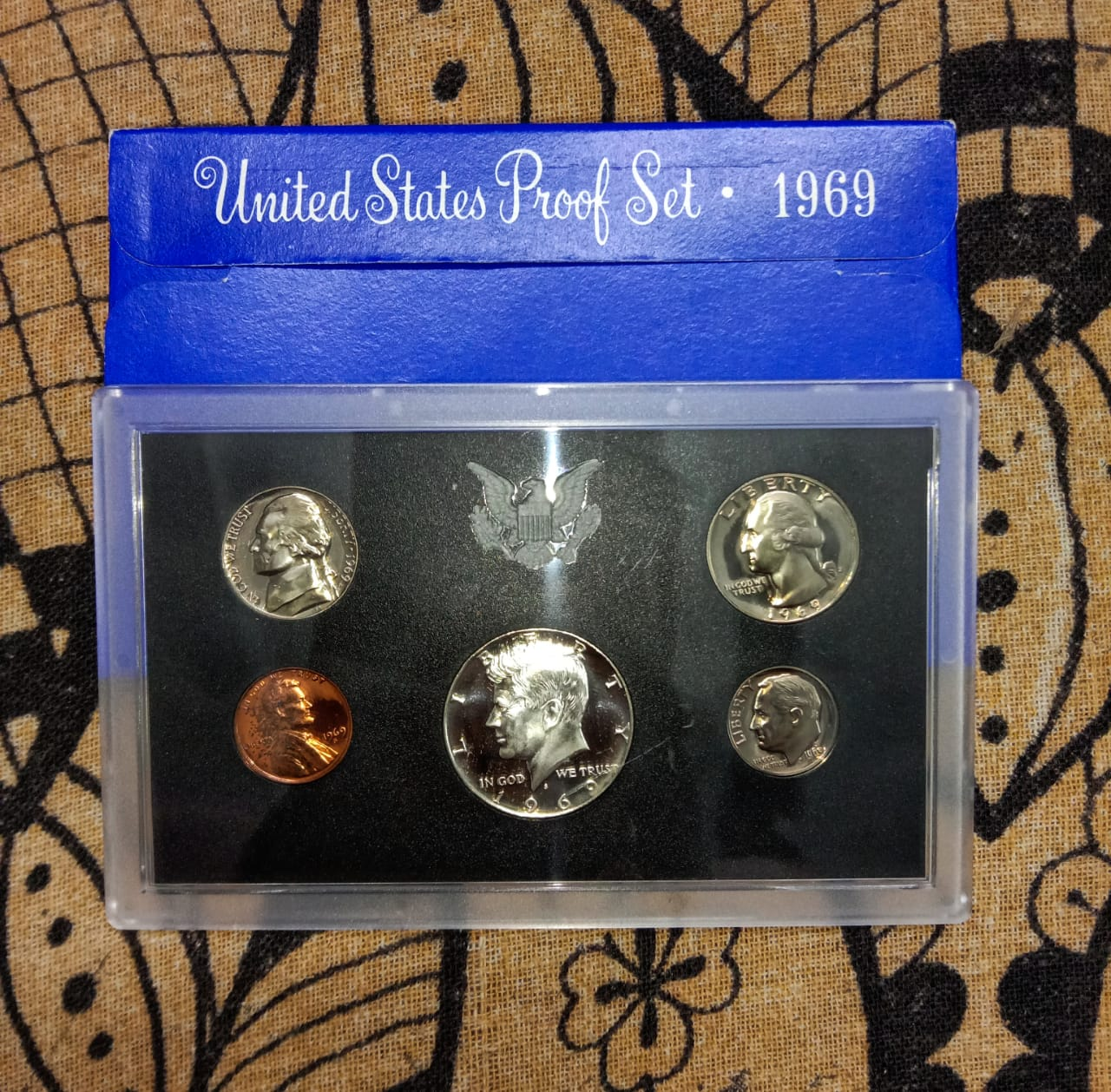
Набір обігових монет США у якості пруф за 1969 рік, у центі 50 центів з Кеннеді, із 40-відсотковим вмістом срібла

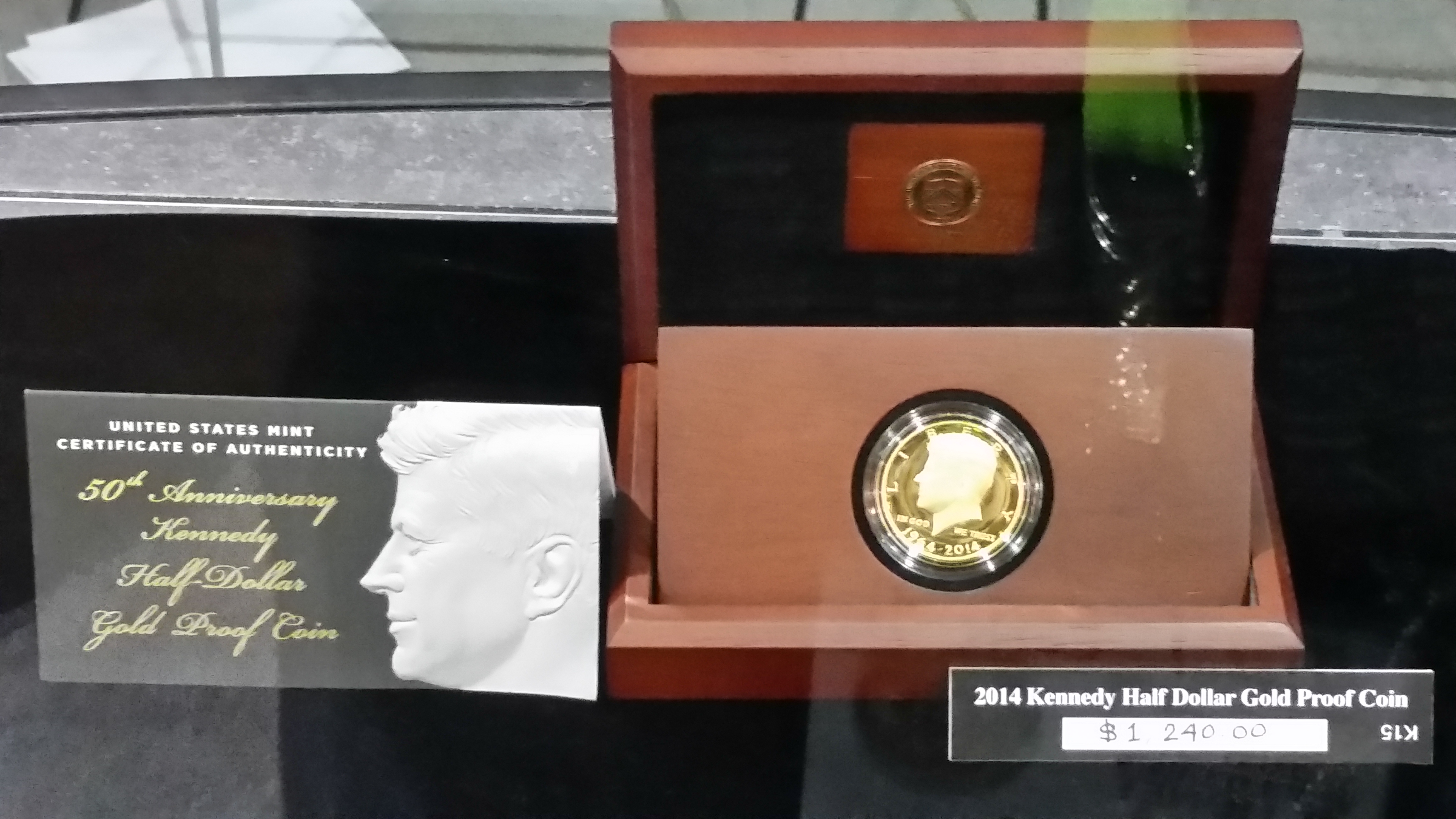
Пам'ятний випуск 50 центів з Кеннеді 2014 року із золота 999 проби, присвячений 50-річчю від початку карбування цієї монети

Міністерство фінансів США випустило монети в обіг 24 березня 1964 року. Для відкритого продажу спочатку було виділено 70 000 цих монет, через що у вітрин міністерства у Вашингтоні утворилася черга довжиною з цілий квартал, бажаюча придбати їх. Хоча міністерство обмежило продаж до 40 монет на одного покупця, і до кінця дня монети закінчилися, але черга все одно не зменшувалася. Банкам у Бостоні та Філадельфії також довелося швидко ввести обмеження на відпуск монет, але, попри це, до полудня вони все одно всі були розпродані. Продажі в Нью-Йорку почалися тільки наступного дня, і там теж було запроваджено обмеження на відпуск монет, до невдоволення Джека Фрідберга, голови монетного відділу компанії «Gimbels», найбільшого дилера міста, який планував закупити велику кількість 50 центів з Кеннеді та продавати їх у роздріб.
Монети користувалися популярністю і за кордоном. Помічник державного секретаря США у справах Африки Д. Меннен Вільямс поширював екземпляри монети у пластиковій упаковці серед президентів та міністрів закордонних справ африканських країн, а також серед американських послів, які там працювали, «щоб завоювати друзів для США в Африці». Незабаром після введення монети в обіг, на Денверський монетний двір почали надходити скарги на те, що на новій монеті в нижній частині усіченого погруддя Кеннеді зображено серп і молот. У відповідь Робертс заявив, що ця частина дизайну насправді є його монограмою — стилізованими літерами «GR».
У намаганні задовольнити величезний попит на 50 центів з Кеннеді, Монетному двору довелося випускати їх у великих кількостях. Спочатку Казначейство США планувало випустити 1964 року 91 млн 50-центових монет, але вирішило збільшити їхню кількість до 141 млн. Однак публічне оголошення про збільшення випуску не призвело ні до збільшення кількості монет в обігу, ні до зниження ціни на них на вторинному ринку. До кінця листопада Монетний двір викарбував близько 160 млн 50 центів з Кеннеді, але вони все одно практично не зустрічалися в обігу. Цього часу відзначалося зростання цін на срібло, через що більшість 50 центів не використовувалася в обігу, а зберігалася в населення. Сподіваючись, що випуск більшої кількості 50-центових монет, датованих 1964 роком, протидіє спекуляціям відносно них, Казначейство запросило та отримало дозвіл Конгресу продовжити карбування монет, датованих 1964 роком, у 1965 році. У результаті було випущено майже 430 млн 50 центів з Кеннеді, датованих 1964 роком, що перевищило загальну кількість 50 центів з Франкліном, які випускалися до цього в обіг протягом 16 років.
Подальше карбування 50 центів з Кеннеді швидко вичерпувало запаси срібла у Казначействі США. Ціни на срібло зростали настільки, що на початок червня його вартість у 10-центових монетах вже складала 9,33 центи за ринковими цінами. 3 червня 1965 року президент Ліндон Джонсон оголосив про плани відмови від використання срібла у 10- та 25-центових монетах, в результаті цього середина цих номіналів почала складатися з шару чистої міді, а обидва боки плакувалися мідно-нікелевим сплавом. Вміст срібла у 50 центах було зменшено з 90 % до 40 %. У липні Конгрес ухвалив Закон про карбування монет 1965 року. 50 центів з нового матеріалу вдалося зберігти сріблястий відтінок попередніх випусків завдяки срібному плакуванню, де зовнішній шар на 80 % складався зі срібла та на 20 % — із міді, тоді як внутрішній шар складався з 21 % срібла та 79 % міді. Перші 50-центові монети зі срібним плакуванням були викарбувані на Денверському монетному дворі 30 грудня 1965 року й містили дату «1965»; надалі ця дата не змінювалася при карбуванні всіх монет США доти, доки не був подоланий монетний дефіцит в грошовому обігу країни. З 1 серпня 1966 року Монетний двір почав карбувати монети з датою «1966», а потім відновив звичайну практику нанесення на кожний екземпляр дати поточного року. Незважаючи на проголошене подолання монетного дефіциту, 50 центів з Кеннеді й далі рідко зустрічалися в обігу, що було викликане продовженням практики їх накопичення серед населення. Обсяги їхнього виробництва падали, бо Казначейство не бажало витрачати додаткові запаси срібла на номінал, який майже не використовувався в обігу. За словами монетного дилера та автора публікацій з нумізматики К. Девіда Баверса:
Куди поділися сотні мільйонів цих монет, досі залишається загадкою. Тим часом квотери Вашингтона того ж дизайну, що 1932 року, стали найнеобхіднішою монетою з точки зору використання в обігу. Вони були особливо популярні у торгових автоматах, аркадних іграх тощо. Сьогодні це, як і раніше, актуально, а пів долара Кеннеді, як і пізніші мінідолари, практично не зустрічаються.

### Перехід на новий сплав
У травні 1969 року Казначейство звернулося за дозволом відмовитися від срібного вмісту у 50 центах, замінивши його на мідне-нікелеве плакування того ж складу, що мали 10-ти та 25-центові монети. Окрім цього, Казначейство звернулося за дозволом на випуск мідно-нікелевих монет номіналом в один долар, які повинні були задовольнити потребу казино Заходу США у гральних жетонах. Враховуючи нещодавню смерть колишнього президента Дуайта Д. Ейзенхауера, обговорювалося питання щодо розміщення його зображення на новому доларі. Казначейство сподівалося, що через відсутність вмісту срібла доларова монета перестане бути предметом накопичення населення і знову потрапить в обіг. Незважаючи на підтримку президента Річарда Ніксона, деякі республіканці у Палаті представників спочатку провалили законопроєкт, оскільки їм не сподобалася ідея зобразити Ейзенхауера на монеті з неблагородного металу. Суперечка затяглася більш ніж на рік, перш ніж 31 грудня 1970 року президент Ніксон підписав законопроєкт, що дозволив випуск долара з Ейзенхауером та скасовував решту 40-відсоткового срібного вмісту у 50 центах. В результаті цієї затримки з датою 1970 року були викарбувані лише 50 центів у якості анциркулейтед (окрім цього на Монетному дворі у Сан-Франциско карбувалися монети у якості пруф), на Денверському монетному дворі, які були доступні виключно у монетних наборах. Випущені тиражем 2,1 млн штук, 50 центів з Кеннеді, що мають позначення 1970-D, стали вважатися «ключовою» монетою серії, хоча випущена кількість була достатньою, щоб ціни на них залишалися відносно невеликими. Щоб уникнути подальших черг бажаючих придбати набори монет та задля запобігання їхнього потенційного дефіциту, Монетний двір оголосив, що 50 центів 1970 року випускатимуться в обіг лише після завершення прийому попередніх замовлень на набори.
Станом на 1971 рік, коли у карбуванні 50 центів використовувалося вже не срібло, а недорогоцінні метали, цей номінал став настільки рідко з'являлися в обігу, що деякі банки навіть прибрали проріз для нього в автоматах. Монетний двір очікував швидкого повернення 50 центів в обіг, проте після випуску плакованих монет 1971 року було відзначено лише незначне збільшення використання цього номіналу. У липні того року директор Монетного двору Мері Брукс повідомила, що в Казначействі зберігається 200 млн нових 50 центів з недорогоцінних металів, оскільки комерційні банки не виявили великого інтересу щодо їх замовлення. «Не можу зрозуміти населення. Воно не використовує їх», — зазначала Брукс. За її словами, більша частина із понад мільярда випущених срібних 50 центів з Кеннеді була прихована населенням. Брукс теоретизувала, що оскільки срібні 50 центів з Кеннеді ніколи не мали великого обігу, а 1970 року напередодні випуску нових плакованих монет була випущена їхня мала кількість, населення просто звикло до того, що цей номінал не зустрічався в обігу. Також вона припустила: «Якби країна знала, що їх предостатньо всюди, вона, мабуть, так само почала б їх відкладати».

### Випуск до Двохсотріччя незалежності США (1975—1976)

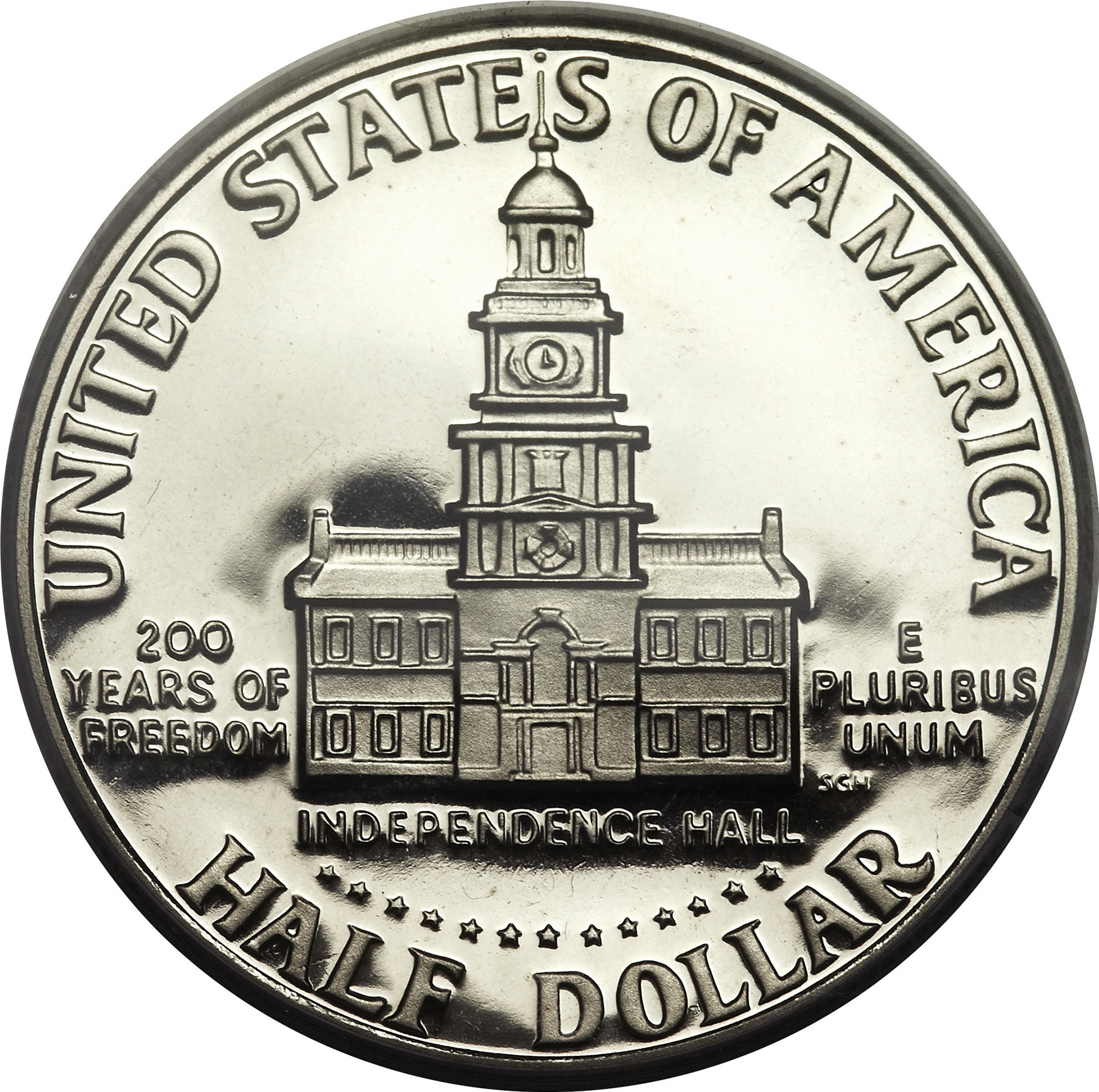
Реверс 50 центів до Двохсотріччя незалежності США

5 березня 1973 року Брукс оголосила про те, що Монетний двір буде робити запити на створення нових дизайнів реверсів 50 центів та долара, присвячених Двохсотріччю проголошення незалежності США 1976 року. 18 жовтня президент Ніксон підписав Публічний закон № 93-127, який передбачав випуск 25 центів, 50 центів та доларів з новими дизайнами реверсу. Монети нового зразка мали собою символізувати 200-річну епоху існування США. Монетний двір оголосив конкурс, до якого допускалися усі американські гравери. Для 50 центів було обрано проєкт Сета Р. Хантінгтона, що зображує Індепенденс-голл. В результаті, на аверсі всіх 50 центів, випущених у 1975 і 1976 роках, стояла подвійна дата «1776—1976», а реверс містив дизайн, розроблений Хантінгтоном. Загалом в обіг було випущено понад 521 млн 50 центів, присвячених Двохсотріччю США.
Після випуску великого тиражу монет щорічні обсяги карбування 50 центів скоротилися. Проте 1979 року директор Монетного двору, Стелла Б. Хакел, заявила, що їхнє карбування триватиме. «Ми дійсно не вважаємо, що в торгівлі використовується багато пів доларів. Проте вони кудись йдуть, значить хтось потребує їх». На той час, починаючи з 1964 року, було випущено понад 2,5 млрд 50 центів з Кеннеді — більше, ніж усіх випущених раніше американських монет цього номіналу разом узятих. Нумізматичний оглядач газети «The New York Times» Ед Райтер прийшов до висновку, що накопичення 50 центових монет населенням тривало навіть в епоху недорогоцінних металів, що пояснювало нестачу цього номіналу в торгівлі. Срібний бум 1979—1980 років призвів до значного збільшення обсягів продажів і знищення прибережених населенням великої кількості срібних 50 центів з Кеннеді 1964—1969 років. Рекордно високі ціни на срібло призвели до масової переплавки срібних монет, особливо 50 центів та доларів.

### Тимчасове скорочення масового карбування
50 центів з Кеннеді продовжували випускатися до кінця XX століття, і обсяг їх карбування залишався відносно стабільним на монетних дворах Філадельфії і Денвера аж до 1987 року, коли в обіг не потрапило жодної монети цього номіналу. Причиною цього стало накопичення Казначейством дворічного їхнього запасу, що зробило непотрібним подальший випуск цього номіналу. Попит на 50 центів впав, і в казино, де вони були розповсюджені, все частіше почали випускати 50-центові фішки, які використовували замість монет. Оскільки тиражі залишалися низькими, з 2002 року 50 центів з Кеннеді перестали випускати для масового обігу. Роли та пакетики з монетами поточного року, як і раніше, можна було придбати на Монетному дворі з доплатою до номінальної вартості. Випуск 50 центів з Кеннеді для масового обігу поновився лише 2021 року.
У січні 2014 року одна з приватних фірм на замовлення Монетного двору розпочала опитування його клієнтів щодо можливих варіантів створення спеціального випуску монет, присвячених 50-річчю появи 50 центів з Кеннеді. У червні того року Монетний двір оголосив про плани випустити сім типів спеціальних 50 центів з Кеннеді: два у плакованому варіанті (карбувалися у Філадельфії та Денвері), чотири — у сріблі (Філадельфія, Денвер, Сан-Франциско та Вест-Пойнт) та один — із золота 9999 проби (Вест-Пойнт). На плакованих та срібних монетах вказувалася звичайна дата, а на золотій монеті — подвійна дата «1964—2014». Усі монети мали вищий контур рельєфу, ніж звичайні випуски. Випуск золотих монет був присвячений з'їзду Американської нумізматичної асоціації у Роузмонті (штат Іллінойс) 5 серпня 2014 року.

### Плановий редизайн
Закон про редизайн колекційних монет 2020 року допускає зміни у дизайні монет, присвячених 250-річчю незалежності США, випуск яких запланований на 2026 рік. Також між 2027—2030 роками щорічно випускатиметься по одному типу монет зі зміненими зображеннями реверсу, присвячених паралімпійським видам спорту. Також допускаються ймовірні зміни аверсу 2027 року, з поверненням на нього, після 2030-го, як і раніше, зображення Кеннеді.

## Колекційні випуски

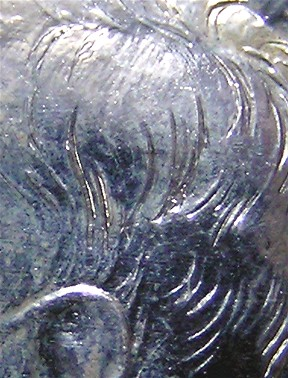
Фрагмент різновиду 50 центів з Кеннеді, ранніх випусків, із більш чіткими контурами волосся

За винятком 1965—1967 років, 50 центів щорічно випускалися у якості пруф, з того ж самого матеріалу, що й звичайні монети. Перші екземпляри 50 центів з Кеннеді у якості пруф з'явилися на початку січня 1964 року. Для карбування перших монет у пруф якості, використовувався штемпель, де портрет Кеннеді мав чіткіші контури волосся. За оцінками, було випущено 100 000 екземплярів цього типу, Тоді як на решті майже 4-мільйонного тиражу монет у якості пруф ця особливість вже була змінена. У зв'язку з монетним дефіцитом в обігу Міністерство фінансів оголосило, що 1965 року набори монет у якості пруф не випускатимуться. Натомість для задоволення попиту колекціонерів було викарбувано спеціальні монетні набори. Монети для цих наборів карбувалися на Монетному дворі Сан-Франциско, без позначки монетного двору, на початку 1966 року, за допомогою ретельно відполірованих штемпелів, з датою 1965 року. Аналогічні набори також були викарбувані з датами 1966 та 1967 років. Відомо кілька 50 центів 1966 року зі Спеціальних монетних наборів (Special Mint Sets), на реверсі яких були відсутні ініціали Френка Гаспарро «FG», ймовірно, через надмірне полірування штемпеля. 50 центів першого року випуску продавалися у м'якій пластиковій упаковці; випуски 1966 та 1967 років були герметично упаковані у жорсткі пластикові футляри. 1968 року було відновлено регулярне карбування монет у якості пруф, при цьому їхнє виробництво було перенесено до Сан-Франциско, на них ставилася позначка «S», а самі монетні набори упаковувалися у жорсткий пластик. До цього монети у якості пруф карбувалися у Філадельфії.
1973 року Конгрес схвалив випуск колекційних варіантів 50 центів зі срібним плакуванням до Двохсотріччя незалежності США, а у квітні 1975 року Монетний двір розпочав їх карбування. Монети випускалися у пруф- та анциркулейтед-якості. Монети із мідно-нікелевим плакуванням, присвячені Двохсотріччю, були включені до пруф-наборів 1975 і 1976 років, тоді як їхні аналоги зі срібним плакуванням продавалися наборами з трьох монет. З 1992 року Монетним двором карбуються 50 центів з Кеннеді, що містять 90 % срібла, які включаються у спеціальні пруф-набори срібних монет. Між 2005—2010 роками до наборів монетних дворів включалися монети у якості анциркулейтед, які мали характерну матову поверхню (matte finish), що відрізняло їх від екземплярів, які продавалися у пакетиках та ролах.
Крім типу монет з чіткішими контурами волосся, серед інших різновидів 50 центів з Кеннеді, що викликають значний інтерес колекціонерів через свою рідкість, є монети, які потрапили до так званого Спеціального монетного набору (SMS) 1964 року. В період з 2000-х років було виявлено приблизно «десяток або близько того» екземплярів цього різновиду, що мали так звану «сатинову поверхню» («satin finish») та характеризувалися добрим прокарбуванням рельєфу, при цьому було використано штемпель зі смугами від шліфовки. Він залишався найрідкіснішим з усіх відомих різновидів 50 центів з Кеннеді, який не вважався виробничим браком. Зразки цього різновиду зазвичай продаються за значні суми грошей, зокрема, 50 центів зі Спеціального монетного набору 1964 року було продано 2016-го за 47 000 доларів. 
1998 року випустили спеціальні 50 центів з Кеннеді у якості пруф з матовою поверхнею, які увійшли до Колекційного набору з Кеннеді (Kennedy Collectors Set), що складався з двох монет, у парі з пам'ятним срібним доларом, присвяченим Робертом Ф. Кеннеді. Було випущено від 62 000 до 64 000 монет з матовою поверхнею та позначенням 1998-S, що стало найнижчим тиражем серії.
50-центові монети, не призначені для обігу, зокрема у якості пруф, викарбувані в період між 2001—2021 роками, іноді потрапляють до обігу. Ці «витоки» колекціонери іноді знаходять під час пошуків та досліджень монетних ролів, називаючи їх «NIFC» («Не призначеними для обігу», «Not Intended For Circulation»).
2019 року вийшли 50 центів з Кеннеді, де реверс був у якості «покращеного пруфу» (Enhanced Reverse Proof Kennedy half dollar), що були включені до спеціального набору монет, присвячених 50-річчю місії Аполлона-11. Ця серія 50 центів вийшла обмеженим тиражем, що не перевищував 100 000 монет, і була повністю розпродана.